# Friedrich Rosen
Friedrich Felix Balduin Rosen (Lipsia, 30 agosto 1856 – Pechino, 27 novembre 1935) è stato un orientalista, diplomatico e politico tedesco.
Da maggio 1921 a ottobre dello stesso anno è stato Ministro degli affari esteri del Reich.